# Кулики (заказник)
Кулики́ — орнітологічний заказник місцевого значення в Україні. Об'єкт розташований на території Ковельського району Волинської області, на південний захід від села Поповичі. 
Площа 25 га. Статус присвоєно згідно з розпорядженням Волинської обласної ради від 3.03.1993 року № 18-р. Перебуває у віданні Голобської селищної територіальної громади. 
Статус присвоєно для збереження ділянки лучно-болотної рослинності з лісовими насадженнями. Тут зростають осоки, очерет звичайний, рогіз широколистий, верба біла. У заліснених ділянках ростуть дуб звичайний, сосна звичайна, вільха чорна, груша звичайна, глід колючий, осика, ясен звичайний. 
Заказник є місцем мешкання та розмноження кількох видів куликів, зокрема бекаса, грицика великого, дупеля, коловодника звичайного. Тут водиться також кілька видів мартинів, крижень, чирянка велика, вівчарик весняний, дрізд співочий, чикотень, лиска, лунь очеретяний, пірникоза мала, сова вухата.

## Галерея

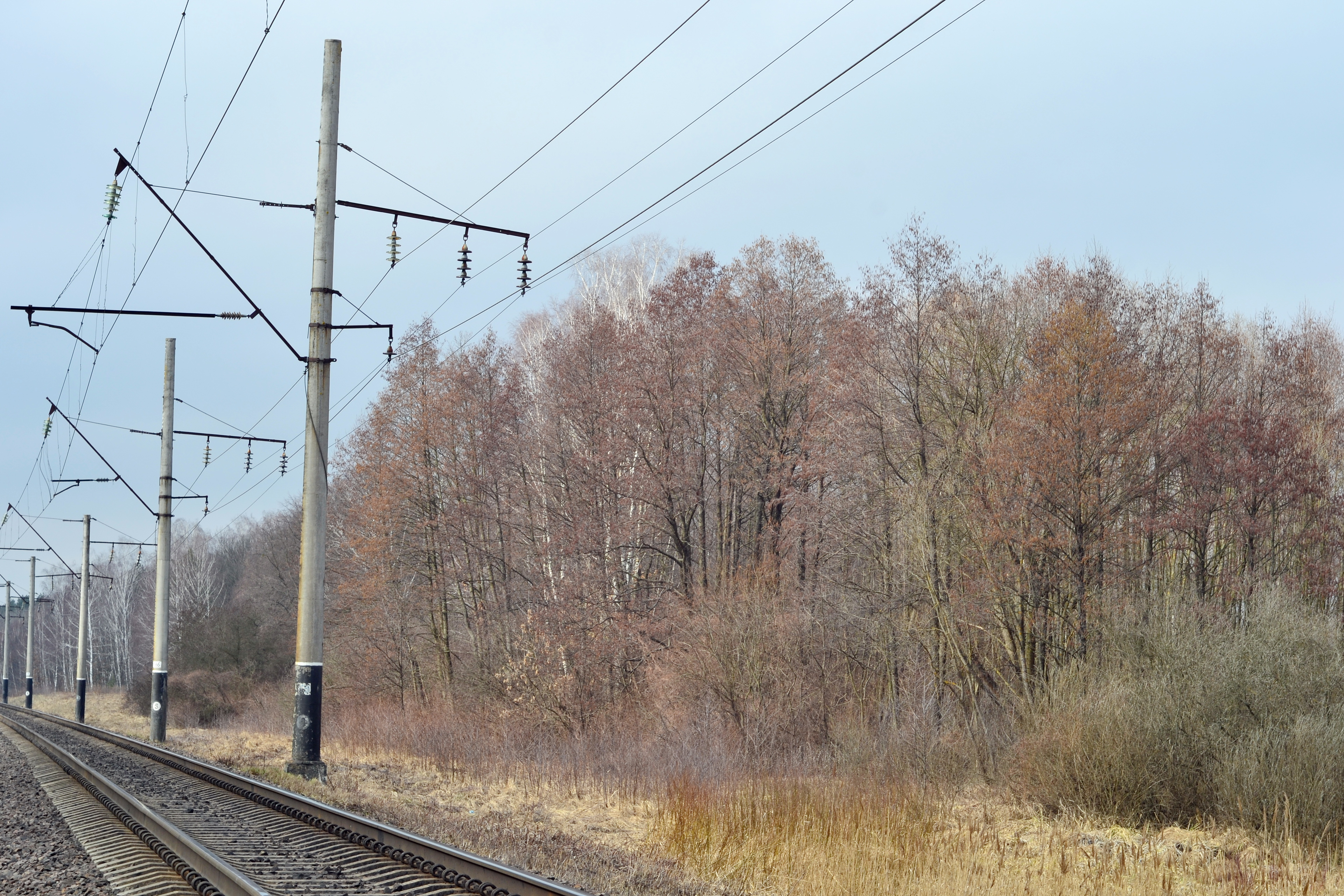
Вид від залізничної колії
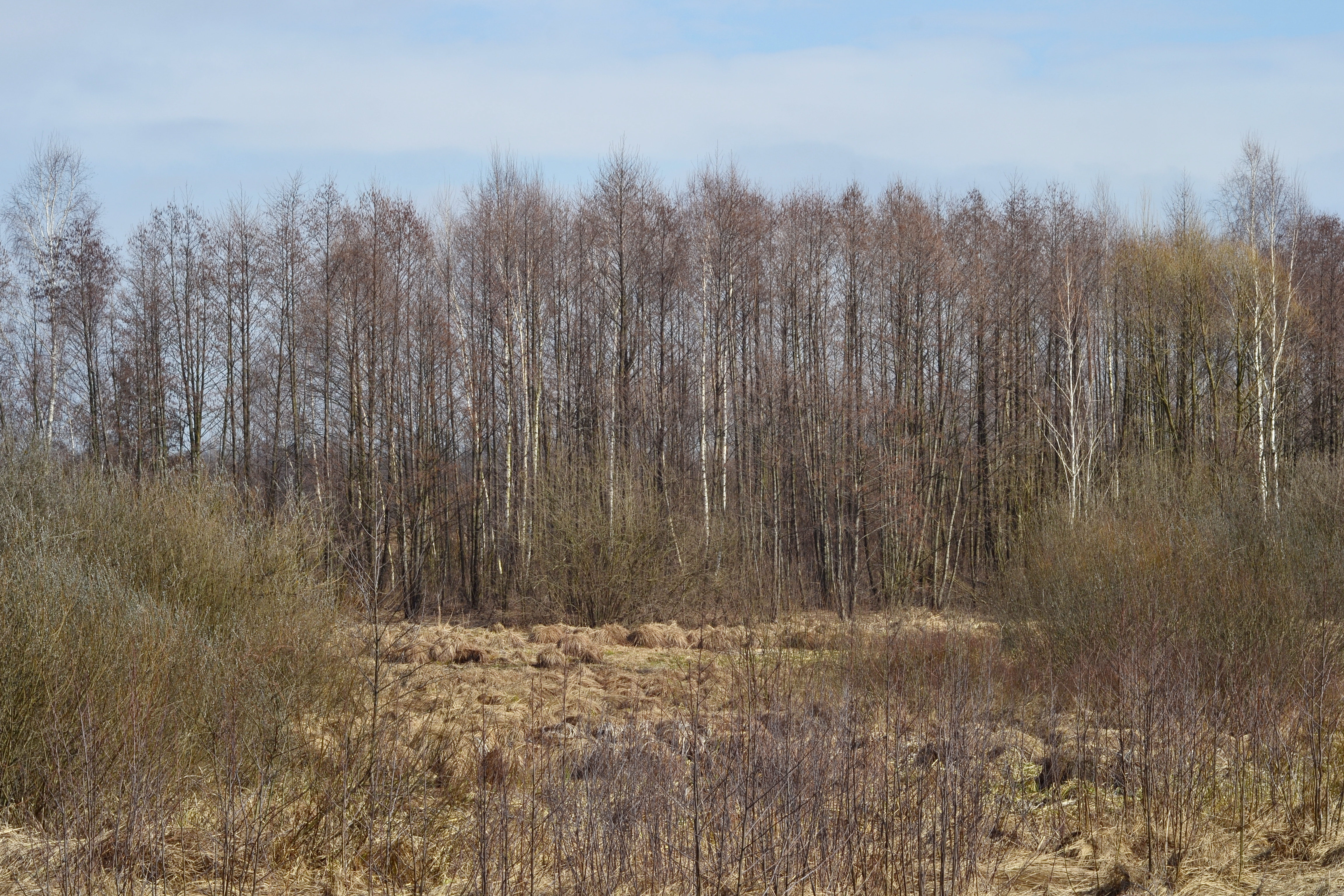
Загальний вигляд
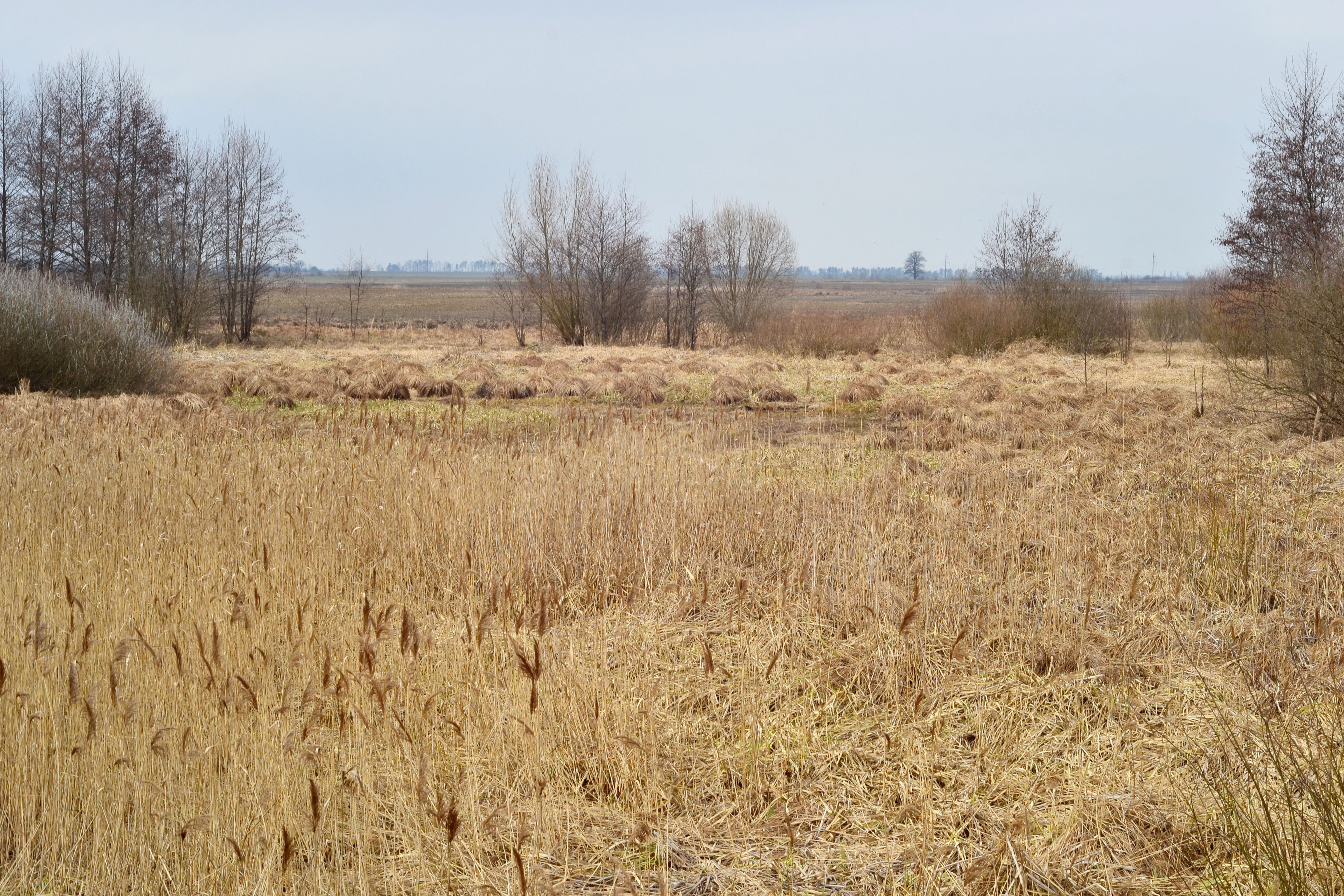
Загальний вигляд
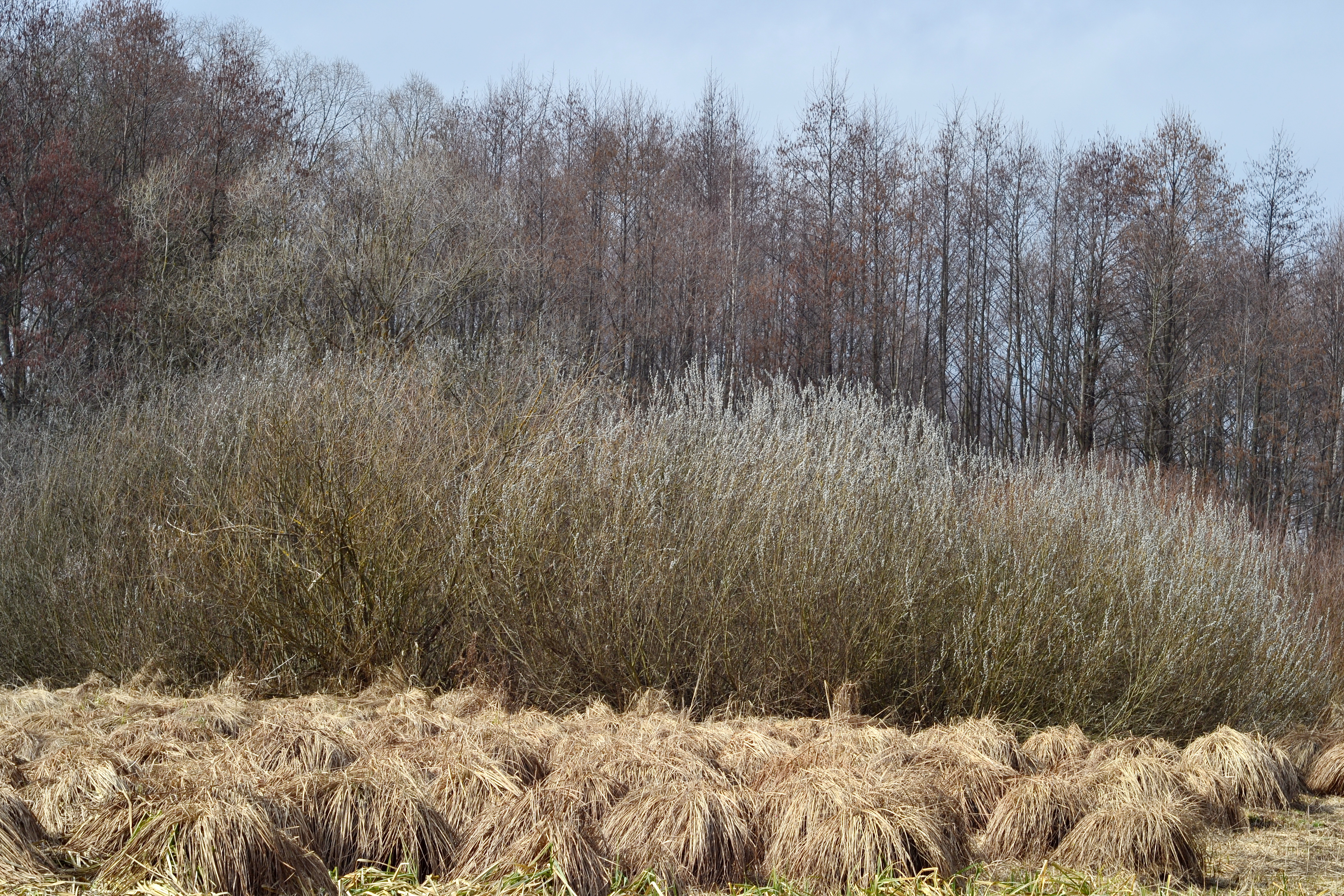
Верба попеляста
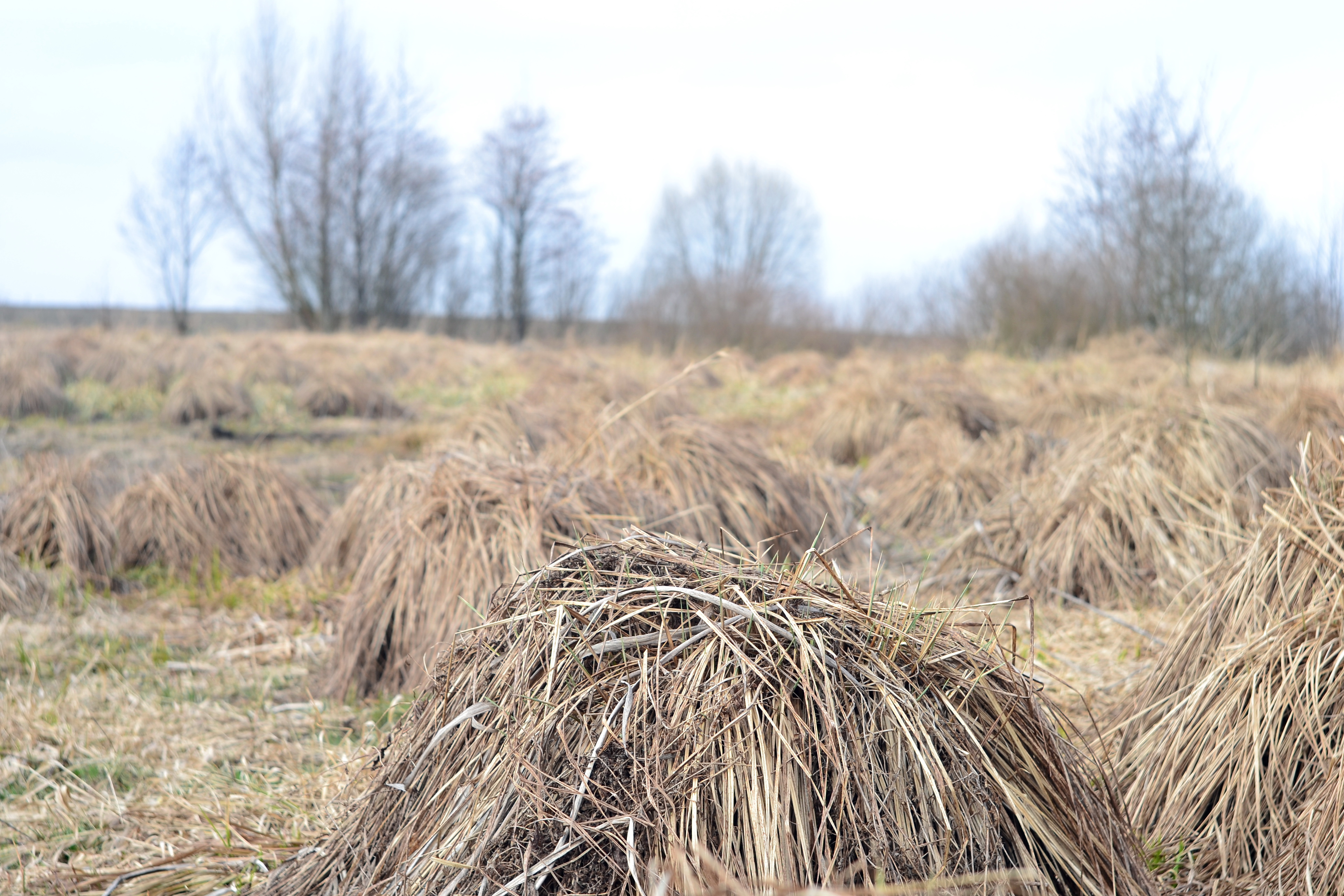
Осока гостроподібна